# Herrljunga landsfiskalsdistrikt
Herrljunga landsfiskalsdistrikt var 1918-1941 ett landsfiskalsdistrikt i Älvsborgs län, bildat när Sveriges indelning i landsfiskalsdistrikt trädde i kraft den 1 januari 1918, enligt beslut den 7 september 1917. Landsfiskalsdistriktet avskaffades den 1 oktober 1941 (genom kungörelsen 28 juni 1941) när Sverige fick en ny indelning av landsfiskalsdistrikt och dess område överfördes till det nybildade Kullings landsfiskalsdistrikt.
Landsfiskalsdistriktet låg under länsstyrelsen i Älvsborgs län.

## Ingående områden

### Från 1918
Kullings härad:
- Algutstorps landskommun
- Bråttensby och Landa landskommun
- Eggvena landskommun
- Fölene landskommun
- Herrljunga landskommun
- Hols landskommun
- Horla landskommun
- Kullings-Skövde landskommun
- Remmene landskommun
- Siene landskommun
- Södra Härene landskommun
- Tarsleds landskommun
- Tumbergs landskommun